# Bobby Robson

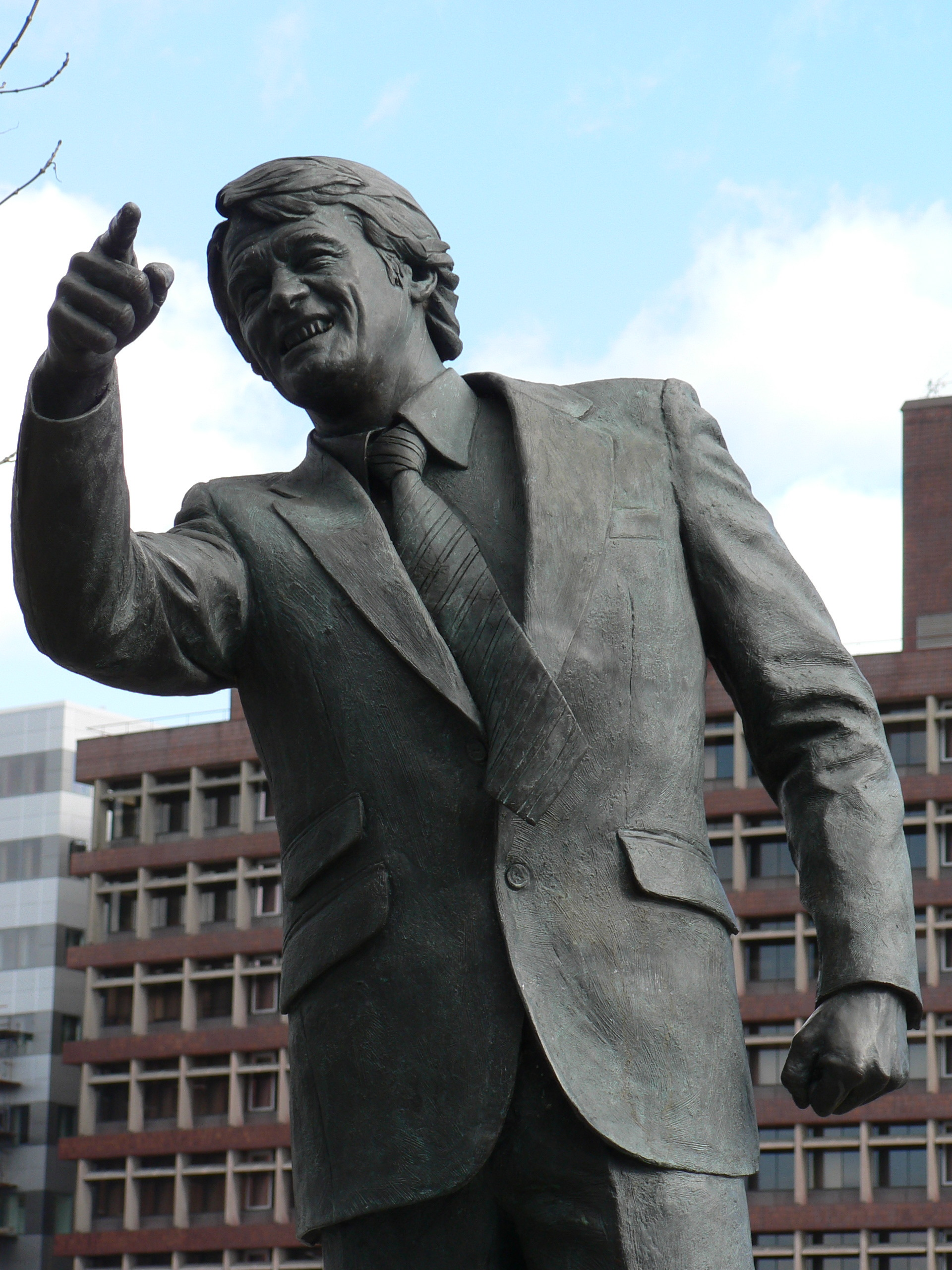
Estàtua de Bobby Robson a Portman Road.

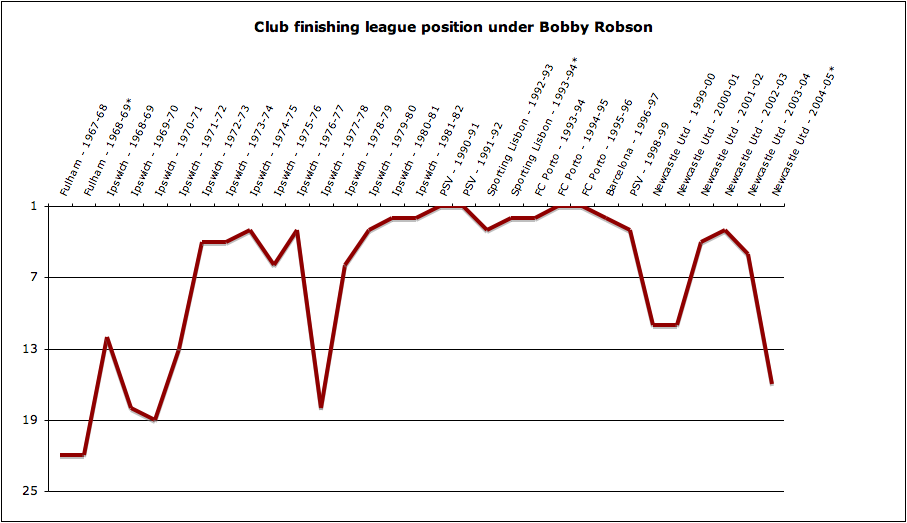
Posicions final a la lliga dels equips dirigits per Robson. * indica que deixà el club abans de finalitzar la temporada.

Sir Robert William Robson CBE (Sacriston, Comtat de Durham, 1933 - Comtat de Durham, 2009), més conegut com a  Bobby Robson, fou un futbolista i entrenador de futbol anglès.
Va néixer el 18 de febrer de 1933 a Sacriston, Anglaterra. En els seus anys de futbolista jugà al Fulham FC i al West Bromwich Albion FC. Fou vint cops internacional amb la selecció anglesa entre 1957 i 1962.
Ha destacat principalment com a entrenador on assolí un gran prestigi. Dirigí importants clubs del futbol europeu com els portuguesos Sporting de Lisboa i FC Porto, el PSV Eindhoven neerlandès o el FC Barcelona, on en una temporada guanyà la Copa del Rei i la Recopa d'Europa. També dirigí la selecció anglesa de futbol entre 1982 i 1990.
L'any 2002 va ser nomenat cavaller. A més a més, fou membre del Saló de la Fama del futbol anglès i president d'honor de l'Ipswich Town FC.
El 31 de juliol de 2009 morí a la seva casa del comtat de Durham al nord d'Anglaterra, després de lluitar durant anys contra un tumor cerebral.

## Trajectòria esportiva
Com a jugador
- Fulham FC: 1950–1956
- West Bromwich Albion FC: 1956–1962
- Fulham FC: 1962–1967
- Vancouver Royals: 1967–1968 (jugador-entrenador)

Com a entrenador
- Vancouver Royals: 1967–1968 (jugador-entrenador)
- Fulham FC: 1968
- Ipswich Town FC: 1969–1982
- Selecció de futbol d'Anglaterra: 1982–1990
- PSV Eindhoven: 1990–1993
- Sporting de Lisboa: 1993–1994
- FC Porto: 1994–1996
- FC Barcelona: 1996–1997
- PSV Eindhoven: 1998–1999
- Newcastle United FC: 1999–2004

## Palmarès
Com a entrenador
| Títol                         | Equip         | Anys       |
| ----------------------------- | ------------- | ---------- |
| Texaco Cup                    | Ipswich Town  | 1973       |
| FA Cup                        | Ipswich Town  | 1978       |
| Copa de la UEFA               | Ipswich Town  | 1980-81    |
| Lliga neerlandesa             | PSV Eindhoven | 1991, 1992 |
| Copa portuguesa de futbol     | Porto         | 1994       |
| Lliga portuguesa              | Porto         | 1995, 1996 |
| Copa del Rei                  | FC Barcelona  | 1997       |
| Recopa d'Europa de futbol     | FC Barcelona  | 1996-97    |
| Supercopa espanyola de futbol | FC Barcelona  | 1996       |